# Montolivet
Montolivet település Franciaországban, Seine-et-Marne megyében. Lakosainak száma 251 fő (2022. január 1.). Montolivet Saint-Barthélemy, Verdelot, Le Vézier, Meilleray, Montdauphin, Montenils és Dhuys-et-Morin-en-Brie községekkel határos.

## Népesség
A település népességének változása:
| Lakosok száma | 242  | 244  | 243  | 238  | 237  | 236  | 239  | 245  | 251  |
|               | 2013 | 2015 | 2016 | 2017 | 2018 | 2019 | 2020 | 2021 | 2022 |